# Крейвън (окръг, Северна Каролина)
Окръг Крейвън (на английски: Craven County) е окръг в щата Северна Каролина, Съединени американски щати. Площта му е 2005 km², а населението – 103 445 души (2016). Административен център е град Ню Бърн.